# Kevin Streelman

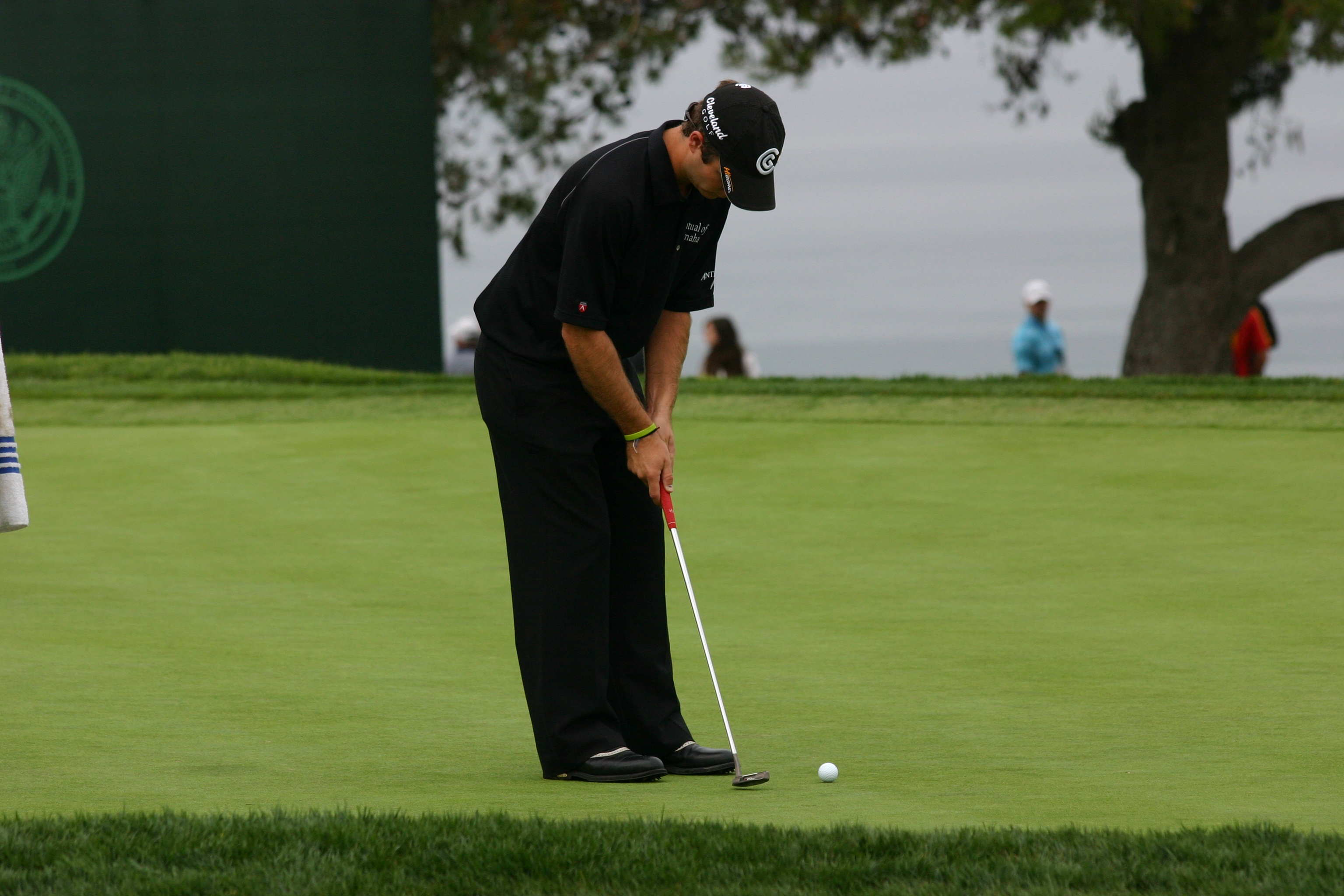
Kevin Streelman

Kevin Streelman (4 november 1978) is een professional golfer uit de Verenigde Staten. Hij speelt op de Amerikaanse PGA Tour.
Streelman studeerde aan de Duke Universiteit tot 2001 en speelde golf voor de Blue Devils. 

## Professional
In 2003 werd Streelman professional. Hij begon op de Hooters Tour en heeft daar in 2007 een toernooi gewonnen. Eind 2007 ging hij naar de Tourschool en haalde de 14de spelerskaart voor de PGA Tour.

In januari 2008 speelde hij de Buick Invitational, zijn eerste toernooi op de PGA Tour, en kwam na een ronde van 69 in de derde ronde op zondag in de laatste partij met Tiger Woods en Stewart Cink, de nummers 1 en 25 van de Amerikaanse rangorde. Tiger Woods won het toernooi. Datzelfde jaar stond hij na de eerste ronde van het US Open aan de leiding. In 2009 kwam hij voor het eerst in de top-100 van de Official World Golf Ranking.  In 2010 behaalde hij een 3de plaats bij The Barclays (vroeger het Buick Classic), dat door Matt Kuchar gewonnen werd.

## Gewonnen
PGA Tour
| Nr. | Datum         | Toernooi               | Score           | Score | Info |
| --- | ------------- | ---------------------- | --------------- | ----- | ---- |
| 1   | 17 maart 2013 | Tampa Bay Championship | 73-69-65-67=274 | –10   |      |
| 2   | 22 juni 2014  | Travelers Championship | 69-68-64-64=265 | –15   |      |

Hooters Tour
- 2007: Opelika Classic